# La Chapelle-Bertrand
La Chapelle-Bertrand è un comune francese di 516 abitanti situato nel dipartimento delle Deux-Sèvres nella regione della Nuova Aquitania.

## Società

### Evoluzione demografica
Abitanti censiti